# Лісув (Опатовський повіт)
Лісув (пол. Lisów) — село в Польщі, у гміні Войцеховиці Опатовського повіту Свентокшиського воєводства.
Населення — 165 осіб (2011).
У 1975-1998 роках село належало до Тарнобжезького воєводства.

## Демографія
Демографічна структура на день 31 березня 2011 року:
|          | Загалом | Допрацездатний вік | Працездатний вік | Постпрацездатний вік |
| -------- | ------- | ------------------ | ---------------- | -------------------- |
| Чоловіки | 84      | 10                 | 55               | 19                   |
| Жінки    | 81      | 10                 | 47               | 24                   |
| Разом    | 165     | 20                 | 102              | 43                   |